# Rubus muricola
Rubus muricola är en rosväxtart som beskrevs av fader Sennen. Rubus muricola ingår i släktet rubusar, och familjen rosväxter. Inga underarter finns listade i Catalogue of Life.